# Rivarolese 1906
La Rivarolese 1906 Società Sportiva Dilettantistica a r.l., o più semplicemente Rivarolese 1906 o Rivarolese, è una squadra calcistica italiana di Rivarolo Canavese, nella città metropolitana di Torino.
I colori sociali sono il granata e il bianco, e gioca le sue partite al Comunale Polisportivo, un impianto con 1800 posti in erba sintetica dotato di pista d'atletica.
In passato ha disputato campionati di serie C e Serie D.
Milita nel campionato di Promozione Piemonte-Valle d'Aosta.

## Storia
Nel 1947 disputò la Lega Nord della Serie C (detta dai giornali "Regionale"), ma al termine del torneo, nonostante un buon quarto posto, fu ammessa nel rinato campionato di Promozione interregionale, antesignano della Serie D, a causa della riforma voluta dal presidente federale Ottorino Barassi.
Tra gli anni 80-90 fino al 2005 ha sempre partecipato al massimo campionato regionale chiamato prima Promozione e poi Eccellenza.
Festeggiò il centenario nella stagione 2005-06 arrivando prima in Eccellenza e guadagnando la promozione in serie D, serie che mancava da parecchi anni.
Durante la stagione 2006-07 arriverà una tranquilla salvezza con un 11º posto a metà classifica.
La stagione 2007-08 in D si dimostrerà la migliore per i granata che arriveranno ad un sorprendente 8º posto sfiorando la zona play-off per la promozione in Lega Pro.
Durante la stagione 2008-09 arriverà una sofferta salvezza che porterà i galletti al 13º posto finale. La crisi societaria che l'ha coinvolta per tutta la stagione porterà la decisione di vendere il titolo al Chieri Calcio e allo scioglimento della Rivarolese. 
Nel luglio dello stesso anno, per non rimanere senza calcio, la squadra granata viene iscritta con la denominazione Rivarolese 2009 SSD ripartendo dalla Prima categoria.
Al terzo anno di Prima Categoria durante la stagione 2011-12 la società viene promossa al campionato di Promozione.
Per tre stagioni consecutive la Rivarolese ottiene sempre dei piazzamenti di metà classifica.
Nella stagione di Promozione piemontese 2015-16 i bianco-granata, dopo un'affascinante lotta al vertice con il Brandizzo e il Pont Donnaz Hône Arnad, si classificano secondi perdendo la testa della classifica alla penultima giornata. Ai play-off eliminano nuovamente il Pont Donnaz H.A. e il Cerano, fino alla finale vinta in casa dopo i tempi supplementari per 2 a 0 contro il Colline Alfieri Don Bosco, conquistando così la promozione in Eccellenza che mancava da 10 anni (cioè dall'anno della promozione in serie D).

## Palmarès

### Competizioni regionali
- Prima Divisione: 1

1946-1947 (girone E)
- Eccellenza: 1

2005-2006 (girone B)

## Organigramma societario
- Surace Juan Carlos - Presidente
- Mautino Andrea - Vice Presidente
- Scala Mauro- Dirigente[3]
- Meia Franco - Segretario
- Bellino Lucio - Medico